# سيلفيان لوك
سيلفيان لوك (بالفرنسية: Sylvain Luc)‏ هو عازف جاز وملحن وعازف قيثارة فرنسي، ولد في 7 أبريل 1965 في بايون في فرنسا.

## وصلات خارجية
- الموقع الرسمي
- سيلفيان لوك على موقع IMDb (الإنجليزية)
- سيلفيان لوك على موقع ميوزك برينز (الإنجليزية)
- سيلفيان لوك على موقع أول ميوزيك (الإنجليزية)
- سيلفيان لوك على موقع ديسكوغز (الإنجليزية)